# Рооснупп, Марк Оливер
Марк Оливер Рооснупп (эст. Mark Oliver Roosnupp; 12 мая 1997, Таллин) — эстонский футболист, полузащитник клуба «Левадия». Выступает за национальную сборную Эстонии.

## Биография

### Клубная карьера
Воспитанник футбольной школы Андреса Опера и клуба «Нымме Юнайтед». В составе последнего дебютировал на взрослом уровне в четвёртом дивизионе в сезоне 2013 года.
В 2014 году перешёл в таллинскую «Левадию», где поначалу выступал за вторую и третью команды. В Декабре 2014 года подписал с клубом профессиональный контракт. В 2015 году занял второе место в споре бомбардиров первой лиги, забив 21 мяч за дубль своего клуба. 12 сентября 2015 года дебютировал в высшем дивизионе Эстонии в составе первой команды «Левадии» в игре против «Транса», заменив на 76-й минуте Каспара Мутсо.
В 2016 году был отдан в аренду в «Пайде ЛМ», в его составе сыграл в высшей лиге 31 матч и забил 5 голов.
Вернувшись в «Левадию», стал игроком основного состава.

### Карьера в сборной
Выступал за сборные Эстонии младших возрастов, начиная с 16 лет.
В национальной сборной Эстонии дебютировал 19 ноября 2017 года в матче против Фиджи.

## Достижения
- Чемпион Эстонии: 2021
- Серебряный призёр чемпионата Эстонии: 2015, 2017, 2018, 2019
- Обладатель Кубка Эстонии: 2017/18, 2020/21
- Обладатель Суперкубка Эстонии: 2015 (не играл), 2018, 2022